# Tarmigt
Tarmigt est une commune rurale marocaine de la province de Ouarzazate, dans la région administrative Drâa-Tafilalet. Elle dispose d'un centre urbain dénommé Tabounte.

## Géographie
Tarmigt se situe dans la périphérie de Ouarzazate, chef-lieu de sa province d'appartenance (la province de Ouarzazate), et est traversée par la route nationale 9.

## Urbanisation
En 2007, une partie de la superficie de Tarmigt a été ouverte à l'urbanisation par l'Agence urbaine Ouarzazate-Zagora.

## Démographie
De 1994 à 2004, la population de Tarmigt est passée de 21 884 à 30 871 habitants, tandis que celle de Tabounte, son centre urbain, est passée de 13 149 à 21 168 habitants (données de recensements).